# Bünzer Teich
Der Bünzer Teich ist ein Teich im Kreis Rendsburg-Eckernförde im deutschen Bundesland Schleswig-Holstein. Er befindet sich südlich von Aukrug-Bünzen an der B 430 und ist ca. 1,2 ha groß. Er entstand 1965 im Rahmen der Flurbereinigung und wurde zunächst von der Gemeinde an einen Fischzuchtbetrieb verpachtet, bevor sie 1982 die 
Nutzung der Teichgemeinschaft Bünzen überließ.